# Линия Специя — Римини

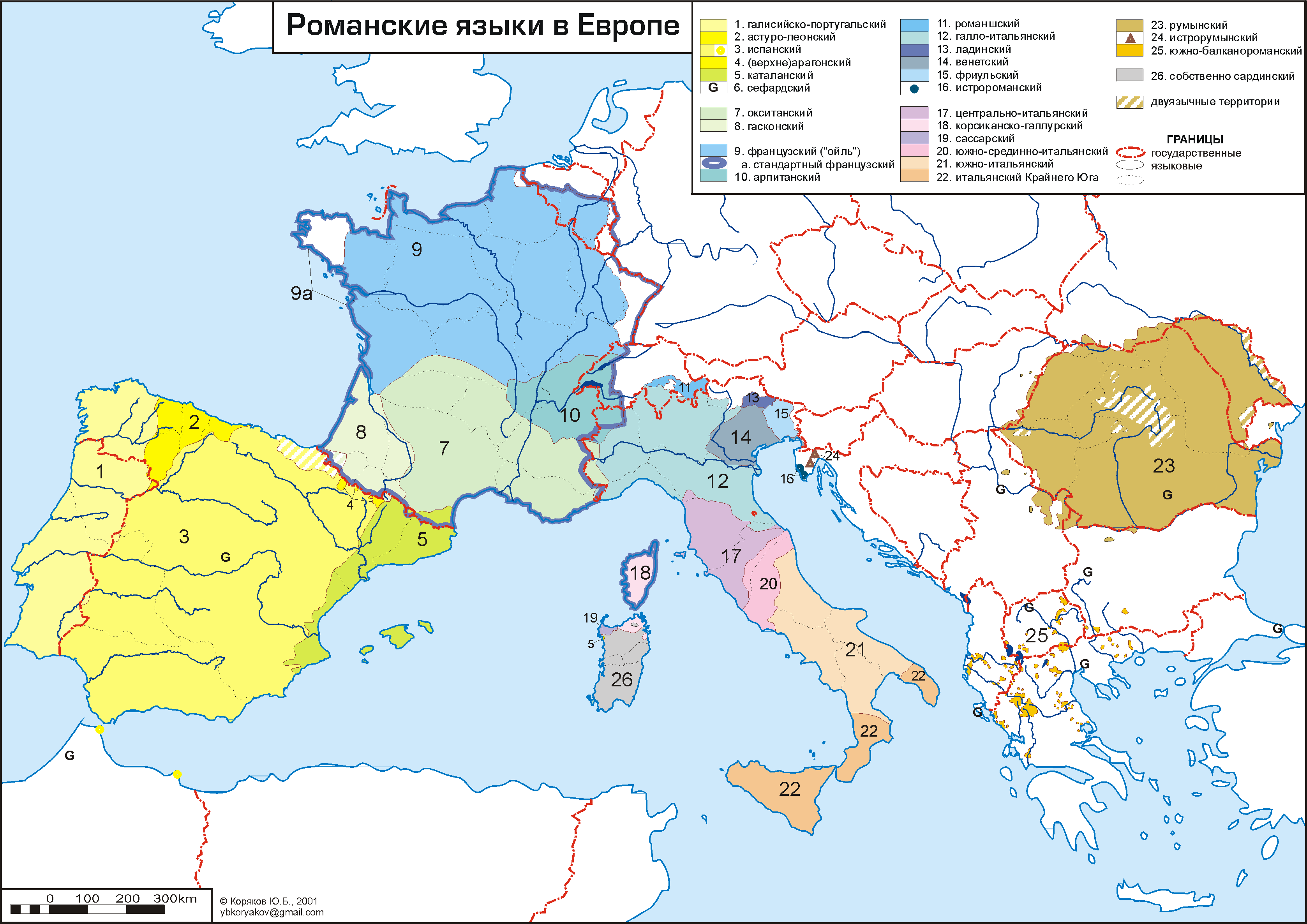
Романские языки в Европе. Линия Специя — Римини представляет собой северную границу центральноитальянских диалектов (группа 17). Линия Рим — Анкона отделяет южно-срединно-итальянские диалекты (группа 20) от южноитальянского ареала

Линия Специя — Римини (также изоглосса Специя — Римини или же Ла-Специя — Римини) — важная изоглосса Старой Романии. Рассекает западно-романский ареал на две неравные части: северо-западную (испанский, португальский, французский, окситанский и северноитальянские языки) и юго-восточную (центральноитальянские языки и диалекты, и южноитальянские языки и диалекты, в том числе и литературный итальянский язык). К юго-восточному ареалу по ряду черт примыкают, хотя общих границ с ним и не имеют, изолированные географически восточно-романские языки.

## Особенности

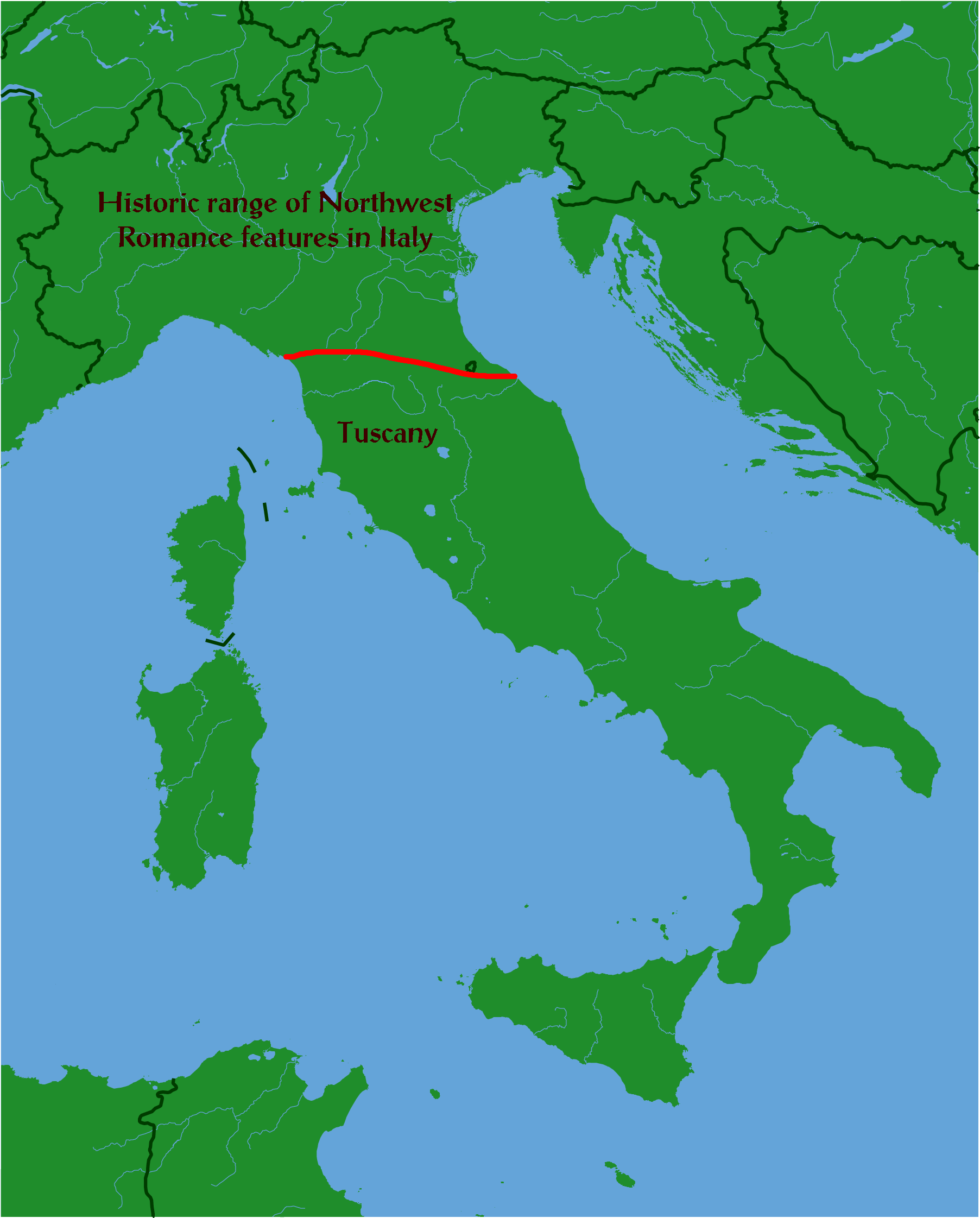
Линия Специя — Римини

Данная изоглосса в первую очередь затрагивает особенности формирования множественного числа в романских языках. К северо-западу от линии множественное число существительных и прилагательных вульгаризировалось и стихийно сформировалось на основе латинского винительного падежа с окончанием на -s. (с) На юго-востоке сохранился классический латинский вокалистический исход на -i. (и) или другую гласную.
- Ср.: исп. los lobos, но ит. i lupi «волки»

С другой стороны, северо-западный ареал сохранил классическую латинскую -s (видимо под влиянием усилившейся частотности инновативной фонемы -s у существительных и прилагательных) во II лице настоящего времени спряжения глаголов. На юго-востоке форма наоборот вульгаризировалась в -i (и, таким образом, также совпала с частотной -i мн. числа существительных мужского рода).
- Ср. исп. cantas, но ит. canti «поёшь»

В фонетике в целом, северо-западные языки более склонны к изменению интервокальных согласных (озвончение с последующей леницией и выпадением, оглушение конечных согласных и редукция и выпадение неударных слогов, назализация гласных в языках с сильным кельтским субстратом (португальский и французский)). Но в фонетике из-за чрезвычайно разнообразного набора субстратно-суперстратных влияний, у данной изоглоссы имеется много исключений (как на западе, так и на востоке). Поэтому она не раз подвергалась критике. Многие лингвисты также были склонны к проведению изоглоссы в 40 км южнее линии Специя — Римини, по уточнённой линии Масса — Сенигаллия.

## Хронология
В своём классическом географическом варианте (Специя — Римини) изоглосса сложилась во времена поздней Античности — раннего Средневековья и существовала до конца XIX века, когда произошло объединение Италии. Важную роль в формировании изоглоссы сыграли внутренние социальные изменения, которые претерпевала угасающая Западная Римская империя. Основной экономический и культурный центр поздней империи переместился на север (Римская Галлия, Падания), имеющий сильные кельтские, а позже и германские, влияния. Кроме того, в последние 70 лет своего существования роль столиц империи играли северные города Милан и Равенна, а не Рим, то есть диалектная база столичной речи изменилась и началось наступление северных диалектов на южные.
После объединения Италии средиземноморские диалекты, в том числе тосканский язык, лёгшие в основу литературного итальянского, начали своё наступление с юга на север, поддерживаемые СМИ, государством и системой образования. Первыми, ещё во времена позднего Средневековья, северо-западные черты утратили диалекты Лигурии. Распространение стандартного итальянского привело к постепенному внутреннему коллапсу северо-итальянских языков и диалектов, галло-романских по своим характеристикам. В настоящее время линия изоглоссы Специя — Римини фактически представляет собой государственную границу между Италией и Францией.